# Nagła śmierć sercowa
Nagła śmierć sercowa, nagły zgon sercowy (łac. mors subita cardialis) – nieoczekiwany zgon, poprzedzony nagłą utratą przytomności, do którego dochodzi w okresie jednej godziny od początku objawów, u osoby ze znaną wcześniej lub utajoną chorobą serca. U podłoża zaburzeń patofizjologicznych nagłej śmierci sercowej leżą: migotanie komór, częstoskurcz komorowy, asystolia i rozkojarzenie elektromechaniczne.

## Definicja i klasyfikacja
Definicja nagłej śmierci sercowej i zaliczenie danego zgonu do tej grupy mogą niekiedy budzić kontrowersje i wymagają dalszych wyjaśnień, gdyż istnieją wątpliwości, kiedy niespodziewana śmierć powinna być uznana za nagłą oraz w jaki sposób stwierdzić sercowe podłoże zgonu.
Cechy nagłej śmierci sercowej:
- naturalna – śmierć powstała w toku procesów biologicznych, a nie z przyczyn zewnętrznych czy urazowych
- nagła – od początku objawów do zgonu upływa nie więcej niż 60 minut
- sercowa – w odróżnieniu od innych przyczyn nagłych zgonów, na przykład masywnego zatoru tętnicy płucnej lub udaru mózgu, przyczyna wynika z patologii sercowej i ma w zdecydowanej większości podłoże arytmiczne
- nieoczekiwana – osoba uprzednio nie chorowała „na serce” lub, jeśli chorowała, jej stan był na tyle stabilny, że nie zapowiadał zgonu.

Należy zauważyć, że nie każda nagła śmierć ma podłoże sercowe (np. udar mózgu, pęknięcie tętniaka aorty, masywny zator tętnicy płucnej) oraz że nie każdy zgon sercowy jest nagły (np. śmierć we wstrząsie z powodu częstoskurczu komorowego).

## Epidemiologia
Na podstawie przeprowadzonych dotychczas badań epidemiologicznych ocenia się, że zgony spowodowane nagłą śmiercią sercową występują z częstością od 0,36 do 1,28 na 1000 osób.
Ryzyko SCD w populacji ogólnej wynosi około 0,1% rocznie. Jest ono uzależnione od wieku oraz płci. Częściej ofiarą SCD padają mężczyźni. Im bardziej zaawansowany wiek, oraz im więcej zarejestrowanych przypadków SCD w rodzinie pacjenta, incydentów omdleń, oraz nagłego zatrzymania krążenia (NZK), tym większe jest ryzyko SCD.
Powyższe czynniki zostały zakwalifikowane jako niezależne czynniki ryzyka SCD.

## Przyczyny
Najczęstsze przyczyny nagłej śmierci sercowej:
- choroba niedokrwienna serca (ponad 80% przypadków) i przebyty zawał serca
- kardiomiopatie
  - rozstrzeniowa
  - przerostowa
  - arytmogenna prawej komory
- choroby genetyczne
  - zespół wydłużonego odstępu QT (LQTS)
  - zespół Brugadów
  - wielokształtny częstoskurcz komorowy zależny od katecholamin (CPVT)
- idiopatyczne migotanie komór (TIVT)
- zespół Wolffa-Parkinsona-White'a
- zwężenie zastawki aorty
- wypadanie płatka zastawki mitralnej
- nieprawidłowe odejście tętnic wieńcowych
- mostki mięśniowe nad tętnicami wieńcowymi
- tetralogia Fallota
- częstoskurcz komorowy typu torsade de pointes („balet serca”)
- choroba węzła zatokowego
- zaburzenia przewodzenia przez węzeł przedsionkowo-komorowy
- zastoinowa niewydolność serca
- leki o działaniu proarytmicznym.

Klasa NYHA (III/IV) i niska frakcja wyrzutowa lewej komory serca (LVEF) zwiększają ryzyko wystąpienia groźnych zaburzeń rytmu serca.

## Mechanizm
- migotanie komór (VF) – w 75% przypadków
- częstoskurcz komorowy (VT) bez tętna
- bradyarytmia
- tamponada serca
- pęknięcie tętniaka aorty lub tętniaka lewej komory serca
- zatorowość płucna

## Postępowanie
Podstawowe i zaawansowane zabiegi reanimacyjne.

## Profilaktyka pierwotna i wtórna
- leki przeciwarytmiczne, np. amiodaron, sotalol
- beta-blokery, np. metoprolol, bisoprolol
- diuretyki, np. indapamid, furosemid
- leki obniżające poziom lipidów we krwi, np. statyny
- inhibitory konwertazy angiotensyny, np. lizynopryl, kaptopryl, enalapryl
- kardiowersja
- stała elektrostymulacja
- wszczepialny kardiowerter-defibrylator (ICD)